# Cipó
Cipó là một đô thị thuộc bang Bahia, Brasil. Đô thị này có diện tích 166,953 km², dân số năm 2007 là 15012 người, mật độ 89,92 người/km².